# Neochoroterpes orientalis
Neochoroterpes orientalis is een haft uit de familie Leptophlebiidae. De wetenschappelijke naam van de soort is voor het eerst geldig gepubliceerd in 1993 door Henry.
De soort komt voor in het Nearctisch gebied.